# Abakan (città)
Abakan (in russo Абакан?; in chakasso: Ағбан, Ağban) è una città della Russia, situata nella Siberia occidentale, capitale della Repubblica Autonoma della Chakassia.

## Altri nomi

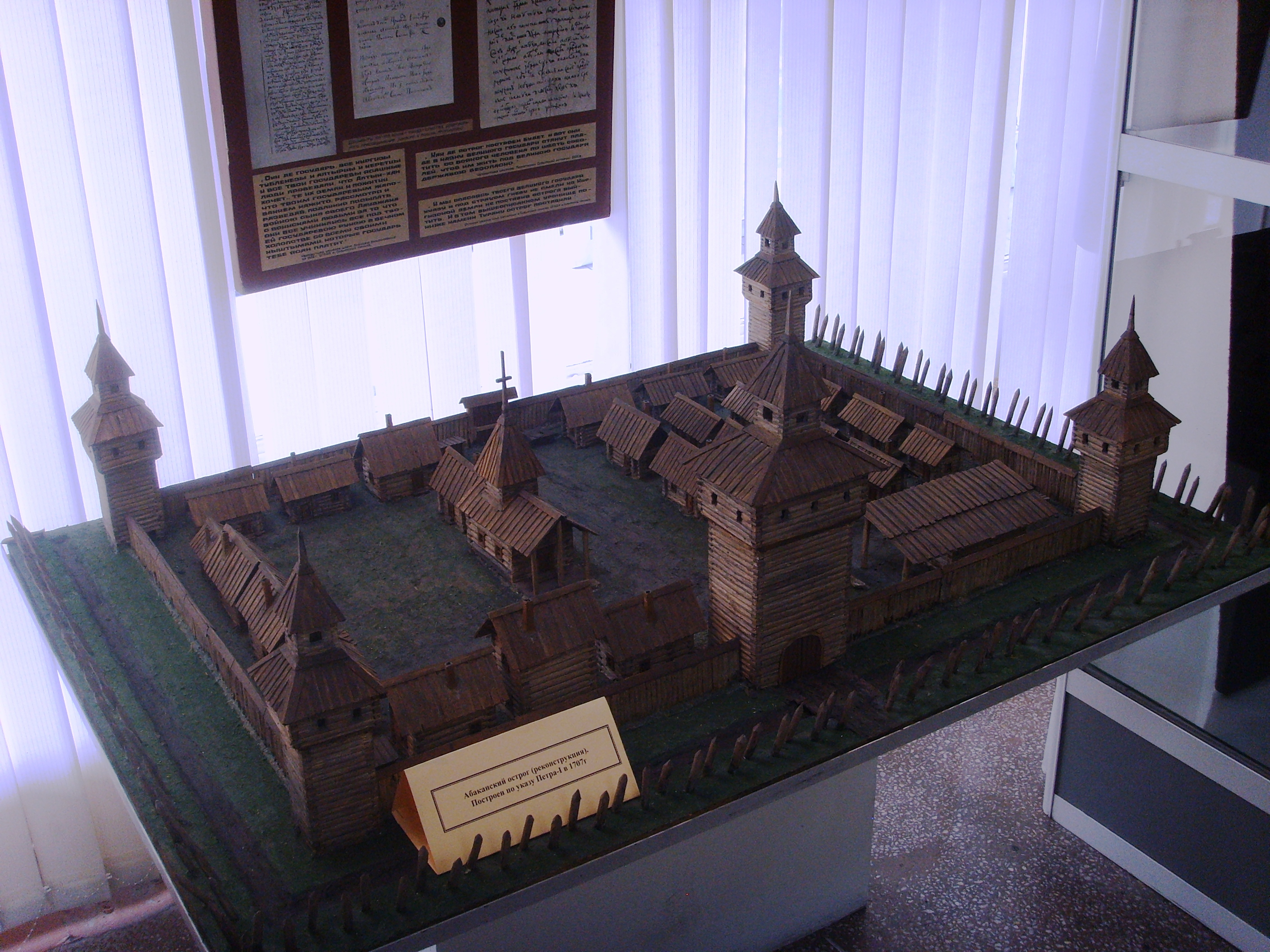
La ricostruzione dell'ostrog di Abakan nel museo di storia cittadino.

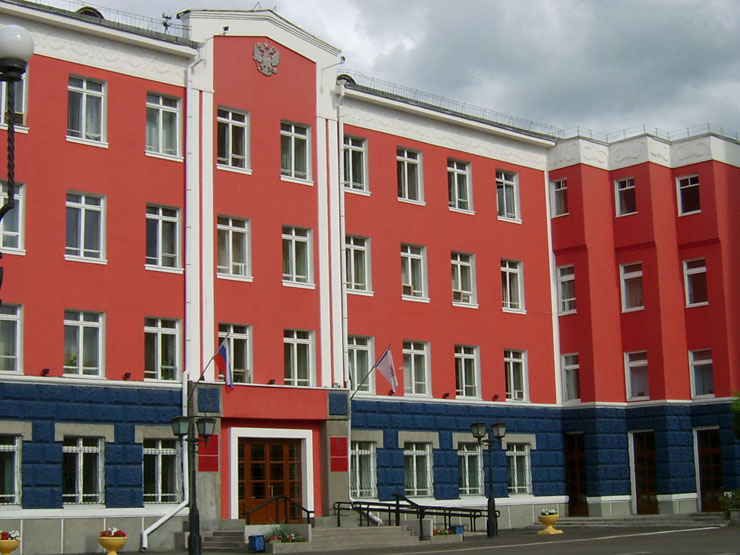
La sede attuale del municipio di Abakan.

La città di Abakan più volte ha cambiato nome:
- 1675 - 1780: Abakanskij ostrog (Abakansk) (in russo Абаканский острог (Абаканск)?);
- 1780 - 1925: Ust'-Abakanskoe (in russo Усть-Абаканское?);
- 1925 - 1931: Chakassk (in russo Хакасск?);
- dal 1931: Abakan (in russo Абакан?).[2]

## Geografia fisica
Abakan si trova a 4.314 km a est di Mosca, a 741 km ad est di Kemerovo, a 408 km a sud di Krasnojarsk nella Russia asiatica, in Siberia occidentale.

## Istruzione

### Biblioteche
- Biblioteca Nazionale N. G. Domožakov (in russo Национальная библиотека им. Н.Г.Доможакова?)[3]. La biblioteca è stata fondata nel 1925. Nel 1995 la biblioteca riceve il nome dello scrittore Nikolaj Georgievič Domožakov (in russo Николай Георгиевич Доможаков?) (20 gennaio 1916 - 19 novembre 1976)[4][5]. La biblioteca conserva i lavori dei poeti e degli scrittori più importanti della Chakassia: Michail Aleksandrovič Aršanov (in russo Михаил Александрович Аршанов?) (1914 - 1942), Natalia Markovna Achpaševa (in russo Наталья Марковна Ахпашева?) (1960-), Moisej Romanovič Bainov (in russo Баинов Моисей Романович?) (1937-), Vladimir Borisovič Balašov (in russo Балашов Владимир Борисович?) (1949-), Timofej Nicolaevič Baltyžakov (in russo Тимофей Николаевич Балтыжаков?) (1901 - 1992), Genrich Genrichovič Batz (in russo Генрих Генрихович Батц?) (1928-), Filipp Timofeevič Burnakov (in russo Филипп Тимофеевич Бурнаков?) (1932 - 1996), Michail Gavrilovič Voroneckij (Kuz'kin) (in russo Михаил Гаврилович Воронецкий (Кузькин)?) (1931 - 1990), Semen Prokop'evič Kadyšev (in russo Семен Прокопьевич Кадышев?) (1885 - 1977),  Georgij Kuz'mič Suvorov (in russo Георгий Кузьмич Сусворов?) (1919 - 1944), Petr Tarasovič Štygaev (in russo Петр Тарасович Штыгашев?) (1886 - 1943),  Aleksandr Jakovlevič Čerpakov (in arte Mitchas Turan) (in russo Александр Яковлевич Черпаков (Митхас Туран) ?) (1929 - 1992), Nikolaj Egorovič Tinikov (in russo Николай Егорович Тиников?) (1926 - 1995) e di altri scrittori.[6]
- Biblioteca speciale repubblicana per i non vedenti (in russo Республиканская специальная библиотека для слепых?)
- Biblioteca repubblicana per i bambini (in russo Республиканская детская библиотека?)

## Cultura

### Musei
- Museo folcloristico della repubblica di Chakassia (in russo Хакасский республиканский краеведческий музей?)[7][8]
- Museo Kapeli (in russo Музей Капели?) noto anche come Museo Vladimir Feofanovič Kapel'ko[9]

### Teatro
- Teatro dei Pupazzi della Repubblica Chakassia "Skazka" (in russo Хакасский Республиканский театр кукол "Сказка"?)[10][11] — fondato il 28 dicembre 1978, nel teatro sono stati realizzati più di 90 spettacoli sia per il pubblico di giovani, sia per gli adulti. Sono stati portati sul palcoscenico del teatro le opere di scrittori della Russia, Francia, Germania, Ucraina, Chakassia.
- Teatro drammatico russo in nome di M. Ju. Lermontov (in russo Русский драматический театр им. М.Ю.Лермонтова?)[12][13] — è il principale teatro di Abakan fondato nel 1939.
- Teatro drammatico nazionale Chakassia in nome di A. M. Topanov (in russo Хакасский Национальный драматический театр им. А.М. Топанова?)[14][15]

## Monumenti e luoghi d'interesse

### Architetture religiose
- La Cattedrale della Santa Trasfigurazione.
- La scultura «Buon Angelo della Pace».

### Architetture civili
- Parco di arte

### Altro
- Giardino zoologico di Abakan (in russo Зоопарк Абаканский?) noto anche come Parco zoologico della Repubblica Chakassia (in russo Зоологический парк Республики Хакасия?) — è uno zoo creato nel 1975. Attualmente ospita circa 193 animali e circa 600 specie di rettili, uccelli e anfibi. Allo zoo si trovano 40 specie di animali e uccelli dalla Lista rossa IUCN: la Panthera leo melanochaita, il Falco cherrug, l'Aquila heliaca, l'Aquila chrysaetos, il Falco peregrinus, l'Anatra mandarina, l'Anser cygnoides, il Servalo, l'ocellotto, la Tigre reale del Bengala, la Tigre dell'Amur, il Pelecanus e gli altri. Il Parco zoologico della Repubblica Chakassia è lo zoo più grande nella Siberia occidentale.[16]
- Arboreto di Abakan

## Economia

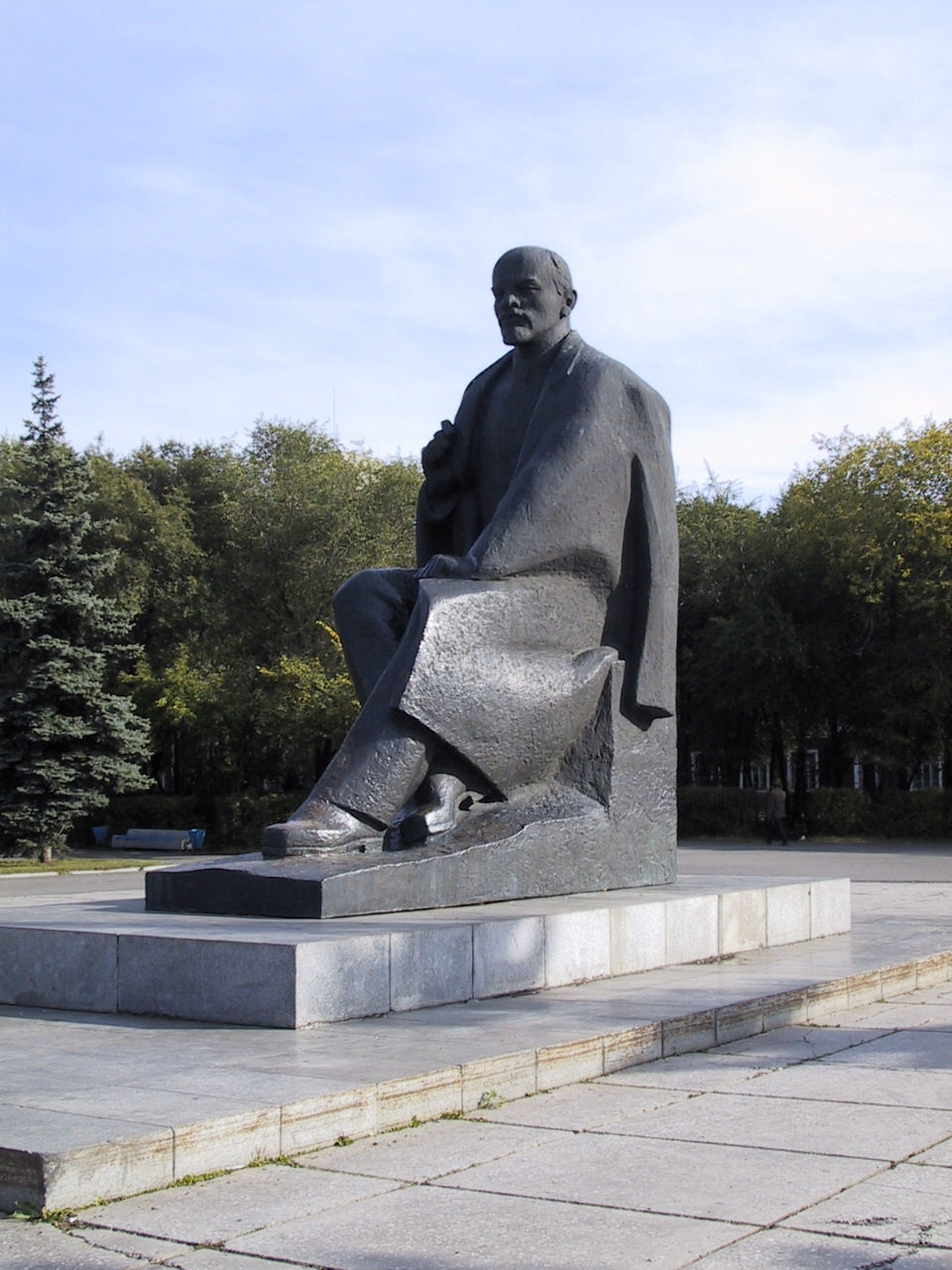
Statua di Lenin ad Abakan.

Mercato di prodotti agricoli e zootecnici, può vantare buone industrie alimentari, tessili e del legno. Nella città si trova una delle maggiori fabbriche russe che produce container (l container ISO) e carrozze merci, Abakanvagonmaš S.p. A. (in inglese OJSC "Abakanvagonmash") di proprietà di Oleg Deripaska fondata nel 1977.
Nel febbraio 2010 la Gazprom ha annunciato di aver iniziato l'estrazione di gas naturale nei pressi di Abakan dopo aver eseguito i lavori di preparazione geologica e di ricerca industriale nella zona iniziati nel 2006. Le stime iniziali parlano di 45 miliardi di m³ di gas da estrarre nella zona.

## Trasporto

### Aereo
La città dispone di un aeroporto internazionale ed è facilmente raggiungibile con i voli di linea diretti da Mosca, Novosibirsk, Vladivostok, Krasnojarsk, Noril'sk, Kyzyl. All'aeroporto si basa la compagnia aerea russa Abakan-Avia. I voli di linea e charter sono effettuati dalle compagnie aeree russe Vladivostok Avia, Zapoljar'e Aviakompanija, Novosibirsk Air Enterprise, KrasAvia, Katekavia.

### Treno
- Linea ferroviaria Sudsiberiana Abakan-Novokuzneck